# Šestdesetiški številski sistem
Šestdesetíški ali seksagezimálni števílski sistém je številski sistem z osnovo 60. Nastal je v starodavni Sumeriji v 3. tisočletju pr. n. št., prešel v starodavno Babilonijo in se v malo spremenjeni obliki še vedno uporablja na primer za merjenje časa, kotov in geografskih koordinat.
Število 60 je izredno zelo sestavljeno število, ki ima kar dvanajst deliteljev: 1, 2, 3, 4, 5, 6, 10, 12, 15, 20, 30 in 60, od katerih so števila 2, 3 in 5 praštevila. Iz njega je zato mogoče izpeljati zelo veliko število enostavnih ulomkov. Eno uro, na primer, se lahko razdeli na dele po 30, 20, 12, 10, 6, 5, 4, 3, 2 in 1 minuto. 60 je tudi najmanše število, ki je deljivo z vsemi števili od 1 do 6.
Če ni navedeno drugače, so v tem članku vsa šestdesetiška števila zapisana kot desetiška števila: število 10 pomeni deset in 60 šestdeset.

## Nastanek
Mogoče je, da so ljudje za štetje na prste do števila 12 uporabljali palec in z njim kot kazalom šteli členke prstov iste roke. Takšen način štetja se še vedno uporablja v mnogih delih Azije in pomaga razložiti nastanek številskih sistemov z osnovama 12 in 60 in sistemov z osnovami 20, 10 in 5. V tem sistemu štetja se je običajno štelo s prsti desne roke, število ponovitev pa s prsti leve roke, dokler ni število doseglo vrednosti 5 · 12 = 60.
Po mnenju Otta Neugebauerja je osnova 60 nastala s štetjem trikrat do dvajset. Sistem 3-20 je kasneje prešel v sistem 6-10 preko simbolov za šestine (na primer 1/6, 2/6, 3/6, 4/6, 5/6), povezanih z desetiškimi števili, kar je privedlo do slovitega sumerskega sistema deljenja. V normalni rabi so bila števila naključna zbirka enic, desetic, šestdesetic in stotic. Število 192, ki je v preglednici zapisano z 3A2 (A pomeni število 10), se pravi  (3 · 60 + 10 + 2), bi se, vključeno v besedilo, zapisalo z XIxxxii, se pravi 100 (X) + 60 (I) + 30 (xxx) + 2 (ii).

## Uporaba

### Babilonska matematika
Mezopotamski šestdesetiški sistem ni bil popoln šestdesetiški sistem, saj za zapis številk ni uporabljal šestdeset različnih znakov. Namesto njih je za podosnovo uporabljal število 10. Šestdesetiško število se je zapisalo s skupino ozkih klinastih znakov, ki so pomenili vrednosti 1 do 9  (Y, YY, YYY, YYYY do YYYYYYYYY), in skupino širokih klinastih znakov, ki so pomenili 1 do 5 desetic (<, <<, <<<, <<<<, <<<<<). Vrednost števila je bila vsota vrednosti njenih sestavnih delov:
Števila, večja od 59, so se zapisovala z bloki znakov, ki so imeli mestne vrednosti. Ker v sumerskem in zgodnjem babilonskem sistemu ni bilo znaka za število nič, vrednost števila ni bila vedno očitna in se je morala včasih določiti iz njenega konteksta. Brez konteksta je bil sistem precej dvoumen, saj sta bila na primer znaka za števili 1 in 60 enaka. V kasnejših babilonskih besedilih se je za zapis ničle uporabljal znak za prazno mesto (), vendar samo sredi števila, ne pa tudi na njegovi desni, kot se ga uporablja zdaj na primer za zapis števila 13200.

### Druga zgodovinska raba
V kitajskem koledarju se običajno uporablja šestdesetletni cikel, v katerem se dnevi ali leta imenujejo po legi v zaporedju desetih debel in zaporedju dvanajstih vej. Isto deblo in veja se ponovita po 60 korakih v tem ciklu.
V VIII. knjigi Platonove Republike je alegorija poroke, osredotočena na število 604 = 12.960.000 in njegove delitelje. To število se v šestdesetiškem sistemu zapiše zelo enostavno z 1,0,0,0,0. Raziskovalci so poskušali ta odlomek razložiti z babilonsko matematiko in glasbeno teorijo.
Ptolemejev Almagest, razprava o matematični astronomiji, napisana v 2. stoletju n. št., uporablja osnovo 60 za izražanje ulomljenih delov števil. V njegovi tabeli tetiv, ki je v bistvu obširna trigonometrična tablica in je bila v rabi več kot tisoč let, imajo vsi ulomljeni deli števil osnovo 60.
V poznem 18. in zgodnjem 19. stoletju so odkrili, da so tamilski astronomi astronomske izračune zapisovali v mešanem desetiško šestdesetiškem sistemu, ki so ga razvili helenistični astronomi.
Šestdesetiški sistem se je uporabljal tudi v drugih kulturah, ki niso bile povezane s Sumerci, na primer pri Ekarcih iz zahodne Nove Gvineje.

### Zapisovanje
V helenističnih grških astronomskih besedilih, na primer v Ptolemejevih, so se šestdesetiška števila zapisovala z grškimi alfabetskimi številkami, pri čemer se je vsako šestdesetiško mesto obravnavalo kot posebno število. Grki so rabo šestdesetiškega sistema omejili samo na ulomljene dele števil. Za označevanje ničle so uporabljali različne znake.
V srednjeveških latinskih besedilih so se šestdesetiška števila zapisovala z indo-arabskimi številkami. Različne ravni ulomkov so označevali z minuta (ulomek), minuta secunda (drugi ulomek), minuta tertia (tretji ulomek) itd. V 17. stoletju se je udomačil zapis celoštevilskega dela šestdesetiškega števila z nadpisano ničlo (º), ulomljeni deli pa z eno ali več napisanimi črticami (´). John Wallis je v svoji Mathesis universalis zapis posplošil, tako da je lahko vključil tudi višje potence osnove 60. Zapis 49````,36```,25``,15`,1°,15',25'',36''',49''''  pomeni, da je treba števila levo od 1° množiti, števila desno od 1° pa deliti z ustrezno potenco števila 60. Število z nadpisom nič (°) je treba pomnožiti z 1. Takšna oblika zapisa se je ohranila do danes za zapis kotnih stopinj, minut in sekund, na primer 45°15'25''. Enaka oblika se uporablja tudi za zapis časa, v kateri se namesto črtic pogosto uporabljajo dvopičja, na primer 12:05:10.
V sodobnih študijah starodavne matematike in astronomije se šestdesetiška števila običajno zapisujejo tako, da se posamezno mesto zapiše kot število od 1 do 59, mesta pa se ločujejo z vejico. Ulomljeni del števila je od celoštevilskega ločen s podpičjem in ne z vejico. V izvirnih zgodovinskih dokumentih v mnogo primerih zapis ni takšen in ga je treba obravnavati kot interpretacije besedila. Kvadratni koren števila 2, ki se v desetiškem sistemu zapiše z 1,41421..., bi se v sodobnem šestdesetiškem zapisu zapisal z 1;24,51,10.... Takšna oblika zapisa se uporablja tudi v nadaljevanju tega članka.

### Sodobna raba
Za razliko od večine drugih številskih sistemov se šestdesetiški številski sistem ne uporablja za splošno računanje ali v logiki, ampak samo za merjenje kotov, geografskih koordinat in časa.
Ena ura časa je razdeljena na 60 minut, ena minuta pa na 60 sekund. Zapis časa v obliki 3:23:17 (3 ure, 23 minut, 17 sekund) bi se lahko obravnaval kot šestdesetiško število 3 · 60² + 23 · 60¹ + 17 · 60º. Za zapis posameznih šestdesetiških mest (3, 23 in 17) se uporablja desetiški zapis kot so ga uporabljali Babilonci.
Na podoben način se merijo tudi koti in loki, katerih osnovna enota je stopinja. Polni kot meri 360 stopinj (6 · 60). Stopinja je razdeljena na 60 minut, ta pa na 60 sekund. Vrednosti se zapisujejo v obliki na primer 23º 23' 23''.
V nekaterih uporabnih sistemih se lege za šestdesetiško vejico številčijo z latinskimi ali francoskimi izrazi: prime ali primus, seconde ali secundus, tierce, quatre, quinte itd. Od tod izvira  izraz sekunda (druga) za del ure ali kota. Najmanj do 18. stoletja se je 1/60 sekunde imenovala terca (tretja).

## Ulomki
V šestdesetiškem številskem sistemu se lahko točno izrazijo vsi ulomki, katerih imenovalci so regularna števila, se pravi, da so deljiva samo s prafaktorji 2, 3 in 5. V naslednji preglednici so prikazani vsi ulomki z regularnimi imenovalci, manjšimi od 60. Šestdesetiške vrednosti v preglednici se lahko interpretirajo kot število minut in sekund v danem ulomku ure: 1/9 ure (šestdesetiško  6,40), na primer, je 6 minut in 40 sekund.
| ulomek:        | 1/2  | 1/3     | 1/4  | 1/5  | 1/6  | 1/8  | 1/9  | 1/10    |
| šestdesetiško: | 30   | 20      | 15   | 12   | 10   | 7,30 | 6,40 | 6       |
|                |      |         |      |      |      |      |      |         |
| ulomek:        | 1/12 | 1/15    | 1/16 | 1/18 | 1/20 | 1/24 | 1/25 | 1/27    |
| šestdesetiško: | 5    | 4       | 3,45 | 3,20 | 3    | 2,30 | 2,24 | 2,13,20 |
|                |      |         |      |      |      |      |      |         |
| ulomek:        | 1/30 | 1/32    | 1/36 | 1/40 | 1/45 | 1/48 | 1/50 | 1/54    |
| šestdesetiško: | 2    | 1,52,30 | 1,40 | 1,30 | 1,20 | 1,15 | 1,12 | 1,6,40  |

Bolj zapleteni so ulomki z neregularnimi imenovalci, ki imajo ponavljajoče se nize. Takšni so na primer 
1/7 = 0;8,34,17,8,34,17 ..., v katerem se neskončnokrat ponovi niz 0;8,34,17
1/11 = 0;5,27,16,21,49
1/13 = 0;4,36,55,23
1/14 = 0;4,17,8,34
1/17 = 0;3,31,45,52,56,28,14,7
1/19 = 0;3,9,28,25,15,47,22,6,18,56,50,31,34,44,12,37,53,41
Ker sta obe sosednji števili števila 60, se pravi 59 in 61, praštevili, imata njuna ulomka ponavljaloča se niza s samo enim oziroma dvema šestdesetiškima mestoma: (1/59 = 0;1; 1/61 = 0;0,59). Vsi ulomki z drugimi praštevili imajo daljše ponavljajoče se nize.

## Zgledi
Kvadratni koren števila 2, se pravi dolžino diagonale enotskega kvadrata, so Babilonci v starobabilonskem obdobju (1900-1650 pr. n. št.) izračunali kot:
{\displaystyle 1;24,51,10=1+{\frac {24}{60}}+{\frac {51}{60^{2}}}+{\frac {10}{60^{3}}}={\frac {30547}{21600}}\approx 1,41421296\ldots }
Ker je {\displaystyle {\sqrt {2}}\approx 1,41421356\ldots \,} iracionalno število, se ne more izraziti točno niti v šestdesetiškem niti v katerem drugem številskem sistemu. V šestdesetiškem sistemu se njegovo nadaljevanje začne z 1;24,51,10,7,46,6,4,44 ...
Tropsko leto, ki je bilo v novobabilonski astronomiji dolgo 365,24579... dni, se lahko v šestdesetiškem sistemu izrazi kot 6,5;14,44,51 (6×60 + 5 + 14/60 + 44/602 + 51/603) dni. Povprečna dolžina leta po gregorijanskem koledarju v šestdesetiškem zapisu je 6,5;14,33 ali 365,2425 dni.
Vrednost števila π', ki jo je uporabljal Ptolemej, je bila 3;8,30 = 3 + 8/60 + 30/602 = 377/120 ≈ 3,141666.... Gijasedin al-Kaši, perzijski matematik iz 15. stoletja, je izračunal π na devet šestdesetiških mest točno. Njegova vrednost 2π je znašala 6;16,59,28,1,34,51,46,14,50.